# Dendropsophus nekronastes
Dendropsophus nekronastes es una especie de anfibio de la familia Hylidae. Es endémica de Brasil.
Sus hábitats naturales incluyen sabanas inundadas y cuerpos de agua permenentes y temporales.  Científicos han lo visto 303 metros sobre el nivel del mar.
El nombre nekronastes es del idioma griega, nekro para "muerte" y "nastes" para "habitante," porque se ha visto en cementerios.